# Cosswiller
Cosswiller är en kommun i departementet Bas-Rhin i regionen Grand Est (tidigare regionen Alsace) i nordöstra Frankrike. Kommunen ligger i kantonen Wasselonne som tillhör arrondissementet Molsheim. År 2022 hade Cosswiller 593 invånare.

## Befolkningsutveckling
Antalet invånare i kommunen Cosswiller
| Referens: INSEE |